# 赤鉄鉱
赤鉄鉱（せきてっこう、英: hematite、イギリス英語: haematite、ヘマタイト）は、酸化鉱物の一種。化学組成は Fe2O3（酸化鉄(III)）、結晶系は三方晶系。赤鉄鉱グループの鉱物。
赤鉄鉱の形状はさまざまで、産状によって、鏡鉄鉱（きょうてっこう、英: specularite）、雲母鉄鉱（うんもてっこう、英: micaceous hematite）、腎臓状赤鉄鉱、血石、アイアンローズ（英: iron rose）、マータイト（英: martite）、レインボーヘマタイト、およびチタノヘマタイトと呼ばれるものがある。

## 産出地
赤鉄鉱は、地球上ではとてもありふれた鉱物で、特に上質の赤鉄鉱は、イングランド、メキシコ、ブラジル、オーストラリア、およびアメリカ合衆国とカナダのスペリオル湖で採取される。日本国内では岩手県北上市の和賀仙人鉱山が美晶を多く産出したことで有名である。

## 性質・特徴
色は黒から銀灰色、茶色から赤茶色ないし赤色であるが、どれも条痕色は赤錆色である。
ときどき少量の二酸化チタンを含有する。
赤鉄鉱（α-ヘマタイト）はモーリン点（Morin transition, 250 ケルビン〈K〉）以下では反強磁性で、それより高温では反強磁性または弱強磁性に、さらにネール温度 (948 K) を超えると常磁性に変化する。
灰色の赤鉄鉱の層は、流れていない水があったかまたは鉱泉だった場所、例えばイエローストーンなどに多く見られる。この鉱物は水中で沈殿し、湖、鉱泉やその他の流れていない水の底に層をなして集積する。水がない場合でも、火山活動の結果として生成することもある。粘土レベルの大きさの赤鉄鉱の結晶は、土壌の風化作用によって形成される二次鉱物としても生じる。他の酸化鉄または針鉄鉱（FeO(OH)）のような水酸化鉄と共に、熱帯、古代、または高度に風化した土壌が赤色を呈する原因になっている。

## 用途・加工法
主要な鉄鉱石として採掘されている。赤鉄鉱の色は顔料としてもよく用いられる。
美的価値の高い物は宝石となりえ、装飾品として加工されるときには、しばしばブラックダイヤモンドとも呼ばれる。
北海道の旧石器時代の2万年前の遺跡「柏台1遺跡」の調査から毛皮の着色料として赤鉄鉱が用いられたとみられ、褐鉄鉱を300 ℃程度の温度で焼いて赤鉄鉱にした可能性が指摘されており、赤鉄鉱を得るための一種の化学的技術が共用されていたと証拠とされる。

## 磁気入り赤鉄鉱
「磁気入り赤鉄鉱」と呼ばれるものがある。赤鉄鉱は自然に産出されるが、磁気入り赤鉄鉱は「バリウムフェライト」という人工物。

## サイド・ストーリー
英語の hematite という名は、ベンガラ（赤鉄鉱の粉末化したもの）のように、しばしば赤色であることから、ギリシア語の「血」に由来している。
赤鉄鉱は、ローマ神話の戦いの神マルスの石といわれ、勝利に導くといわれている。「マルス」は火星をも意味している。
2004年に火星探査機オポチュニティが、部分的または大部分が赤鉄鉱でできていると思われる小さな球を発見した。この球は直径数ミリメートルで、火星がまだ水で覆われていた数十億年前に、水中で形成されたものだと考えられている。ローバーは、搭載した機器によって、火星のメリディアニ平原で見つかったその赤鉄鉱を分析した。

## 赤鉄鉱グループ
- 赤鉄鉱（英: hematite） - Fe2O3
- コランダム（英: corundum） - Al2O3
- エスコライト（英: eskolaite） - Cr2O3
- カレリアナイト（英: karelianite） - V2O3
- チスタライト（英: tistarite）[8] - Ti3+
2O3